# Kristina Ruell
Kristina Ruell (Leuven, 20 augustus 1971) is een Vlaams illustrator.

## Leven
Kristina Ruell groeide op in Leuven en studeerde daar Rechten. Later besloot ze om haar hart te volgen en Toegepast Grafiek te studeren aan Sint-Lucas in Antwerpen. Ze studeerde af in 1998 en begon vervolgens te werken als freelance illustrator. Ze doet regelmatig mee aan groepstentoonstellingen maar focust vooral op het illustreren van kinderboeken. In 2004 verscheen haar eerste boek.

## Werk
De Vlaamse kunstenaar Kristina Ruell werkte een tijd als freelance illustratrice voor tijdschriften zoals Knack, Weekend Knack en Flair en wordt ook geselecteerd voor de illustratiewedstrijd Figures Futur in Parijs. In 2000 begint ze tentoonstellingen te doen voor onder meer Het Paleis in Antwerpen en ze werkt vaak mee aan groepstentoonstellingen van cultuurhuizen.
Ze debuteert in 2004 met Waar ik was toen ik nog niet geboren was, met tekst van Jaak Dreesen. Het prentenboek beschrijft op een poëtische manier de beleving van de zwangerschap. Dat was soms een moeilijke opgave, want ze mocht geen bloot gebruiken van de uitgever. In 2006 illustreert ze onder meer De Sinterkersthaas van Mario Demesmaekers, die meteen op de shortlist komt voor Mooiste Boekomslag. In het Sinterklaasverhaal gaat de Sint op zoek naar hulp van de Paashaas en de Kerstman om zijn cadeautjes rond te brengen. Kristina Ruell vindt humor heel belangrijk en ze steekt dan ook vaak subtiele grapjes en boodschappen in haar prenten. Ook De Sinterkersthaas zit vol grappige illustraties die variëren in grootte. Ze zijn voornamelijk gekleurd in rode en bruine tinten.
Ze haalt voor haar prenten veel inspiratie uit de grootstedelijke avonturen in Brussel. Ze werkt onder meer samen met auteurs Patricia David, Inge Bergh, Jonas Boets en Ed Franck.
- Gemeinsame Normdatei: 1175671193
- Virtual International Authority File: 4292154801904256310004
- WorldCat: E39PBJjmQdyDgtXvMGxryhttKd